# Olympische Winterspiele 1992/Teilnehmer (Jamaika)
| Gelbes Symbol für Goldmedaillen mit stilisierten Olympischen Ringen | Graues Symbol für Silbermedaillen mit stilisierten Olympischen Ringen | Braundes Symbol für Bronzemedaillen mit stilisierten Olympischen Ringen |
| ------------------------------------------------------------------- | --------------------------------------------------------------------- | ----------------------------------------------------------------------- |
| —                                                                   | —                                                                     | —                                                                       |

Jamaika nahm an den Olympischen Winterspielen 1992 im französischen Albertville mit fünf Athleten teil.
Es war die zweite Teilnahme Jamaikas an Olympischen Winterspielen.
Einzige Starter des Landes waren, wie schon vier Jahre zuvor, die Mitglieder der jamaikanischen Bobmannschaft. Dieses Mal erreichte der Viererbob das Ziel, belegte mit Rang 25 aber einen der hinteren Plätze. Die Zweierbobs belegten die Plätze 35 und 36 unter 46 teilnehmenden Mannschaften.

## Teilnehmer nach Sportarten

### Bob
- Devon Harris
Zweierbob: 35. Platz
- Ricky McIntosh
Zweierbob: 35. Platz
Viererbob: 25. Platz
- Chris Stokes
Zweierbob: 36. Platz
Viererbob: 25. Platz
- Dudley Stokes
Zweierbob: 36. Platz
Viererbob: 25. Platz
- Michael White
Viererbob: 25. Platz